# 12142 Franklow
12142 Franklow è un asteroide della fascia principale. Scoperto nel 1960, presenta un'orbita caratterizzata da un semiasse maggiore pari a 3,1488196 UA e da un'eccentricità di 0,1695473, inclinata di 4,08946° rispetto all'eclittica.